# Daniela Prepeliuc
Daniela Prepeliuc, née le 7 septembre 1984 à Rădăuți (Roumanie), est une présentatrice de télévision et animatrice radio roumano-belge, spécialisée en météorologie et en environnement. Elle travaille ou a travaillé pour plusieurs chaînes de télévision : en France sur les chaînes d'information en continu I-Télé, BFM TV et LCI, sur France Ô, TF1, sur la chaîne internationale francophone TV5 Monde ainsi qu'en Belgique sur RTL-TVI et RTBF.

## Biographie

### Famille et enfance
Daniela Prepeliuc est née à Rădăuți, en Roumanie, le 7 septembre 1984. Elle grandit dans la région de Bucovine. Ses parents décident d'émigrer en Belgique alors qu'elle n'a que neuf ans et qu'elle ne parle pas le français. Ils s'installent d'abord à Charleroi puis à Manage. Son père, économiste et qui a été maire en Roumanie pendant quelques années, apprend le métier d'infirmier alors qu'il a quarante-huit ans,.

### Formation
Daniela Prepeliuc a suivi des études de journalisme à l'Institut des hautes études des communications sociales (IHECS). Elle est diplômée en journalisme avec une spécialisation dans les affaires européennes,.

### Journaliste, présentatrice radio et télévision
Daniela Prepeliuc débute en 2009 en tant que journaliste sur la radio belge privée Bel RTL. Elle y présente régulièrement les informations trafic et la météo,.
En janvier 2013, elle rejoint l'équipe météo de la chaîne privée belge RTL-TVI. Elle y présente en alternance les prévisions quotidiennes,.
En 2014, elle participe à la pièce de théâtre annuelle au profit du Télévie. 
Après la Belgique, elle commence à travailler, en septembre 2014, pour la chaîne de télévision francophone internationale TV5 Monde. Elle y présente conjointement avec d’autres présentateurs les prévisions météorologiques mondiales. Elle y présente également des capsules informatives dont le but est de vulgariser les phénomènes météorologiques.  
En 2014, Daniela Prepeliuc devient chroniqueuse pour l’émission Faut qu’on en parle, présentée par Sandrine Dans sur Bel RTL.
En janvier 2015, elle rejoint la chaîne de télévision française d’information en continu I-Télé du Groupe Canal+. Elle officie régulièrement comme spécialiste en météorologie et en environnement[réf. nécessaire]. Pendant l’année 2015, elle présente également les bulletins météorologiques d'outre-mer sur la chaîne France Ô,,,.
En Belgique, outre la présentation de la météo, elle remplace Charlotte Baut à la présentation du magazine de faits divers Docs de choc sur RTL-TVI durant l’été 2015. En juin 2016, la chaîne lui confie la présentation de l'émission, et ce, pour treize émissions inédites pendant l’été 2016,,.
En octobre 2016, elle est recrutée par BFM TV pour la présentation de plusieurs bulletins météo par mois.
À la rentrée de septembre 2017, Daniela Prepeliuc s’installe à Paris et quitte ses missions en Belgique pour y remplacer Fanny Agostini à la présentation des bulletins météo sur BFM TV.
À la rentrée 2018, elle présente les bulletins météo dans Bonsoir Paris sur BFM Paris. À la mi-décembre 2018, elle quitte les chaînes du groupe NextRadioTV où elle officiait (BFM TV et BFM Paris) pour retourner en Belgique et fonder sa famille. 
À partir de mi-mars 2019, elle présente l’émission Contacts sur la Une (RTBF). À partir de septembre 2019, elle est également la présentatrice du bulletin météo de la chaîne, remplaçant ainsi Marie-Pierre Mouligneau.
En juillet 2024, elle rejoint TF1 en officiant dans Bonjour ! La Matinale TF1 pour la présentation des bulletins météo en remplacement d'Ange Noiret.
À partir du 25 décembre 2024, elle remplace Tatiana Silva à la présentation des bulletins météo durant le congé maternité de cette dernière, avant et après les journaux de 13 heures et 20 heures de TF1, ainsi que sur LCI.
Elle est de retour à la présentation météo de TF1 13h et 20h le lundi 21 juillet 2025 en remplaçant Evelyne Dhéliat et Louis Bodin en vacances d'été

### Vie privée
Daniela Prepeliuc est mariée au journaliste de la RTBF Quentin Warlop depuis 2019. Le 14 janvier 2020, elle donne naissance à un garçon, prénommé Victor.